# Defiance (banda)
Defiance es una banda estadounidense de thrash metal de Oakland, California. Tocaban un estilo de thrash que originalmente evocaba a bandas como Testament. Después de disolverse en 1995, se reformaron en 2005 y lanzaron su cuarto álbum de estudio , The Prophecy, a finales de 2009. Se separaron nuevamente en 2012, pero anunciaron otra reunión en septiembre de 2019.

## Biografía

### Inicios (1985-1988)
Defiance se formó en 1985 por el guitarrista Brad Bowers, el baterista Matt Vander Ende y el bajista Mike Kaufmann. Doug Harrington se unió más tarde, pero dejó la banda poco después debido a conflictos con Bowers y fue reemplazado por Jim Adams. Finalmente, la banda derrocó a Bowers y lo reemplazó con Harrington. En 1987, la banda reclutó al vocalista Mitch Mayes.Ahora con una formación estable y completa, Defiance comenzó a tocar en el Área de la Bahía. Con la escena thrash local ganando impulso, la banda alcanzó notoriedad local. Su primera demostración fue lanzada en 1987. Poco después Mayes dejó la banda y fue reemplazado por Ken Elkington. Con Elkington, la banda publicó su demo Hypothermia en 1988. Este demo llamó la atención del sello de metal independiente Roadracer Records, quien fichó a la banda ese año.  Ante la insistencia de Roadracer, la banda viajó a Vancouver, Columbia Británica, Canadá para grabar su álbum debut con el guitarrista de Annihilator , Jeff Waters .

### Producto de la sociedadyel vacío Terra Firma(1989-1990)
El debut de la banda, Product of Society, fue lanzado en 1989.  La banda estaba muy insatisfecha con el trabajo de producción de Waters, ya que le dijo a la banda que bajaran el volumen de sus guitarras, lo que resultó en un sonido de riff muy delgado, y los miembros también afirman que Waters estaba actuando de manera poco profesional durante la grabación. No obstante, el álbum logró atraer la atención de la comunidad thrash, a pesar de la frecuente etiqueta de imitación de Testament . Después de tocar algunas fechas en el Área de la Bahía, Elkington fue despedido por falta de compromiso y el ex vocalista de Laughing Dead, Steev Esquivel, fue agregado al grupo y terminó las giras de la banda para el álbum. Con Esquivel a bordo, Defiance lanzó su segundo álbum, Void Terra Firma en 1990.  Producida por John Cuniberti (mejor conocido por producir Surfing With the Alien de Joe Satriani ), la producción fue un poco mejor, pero aún un poco incompleta. El sonido general de la banda se volvió un poco más progresivo pero se ciñó a los ideales del thrash del Área de la Bahía, aunque muchos compararon el estilo de canto de Esquivel con el de Chuck Billy de Testament. Este fue el mayor éxito comercial de la banda, con un éxito de metal en su versión de "Killers" de Iron Maiden . La banda realizó una gira con Vio-lence en promoción del álbum ese año.

### Más allá del reconocimiento(1991-1992)
La banda entró al estudio con Rob Beaton para grabar su tercer álbum en 1991, pero surgieron problemas cuando las adicciones a las drogas de Steev Esquivel se volvieron excesivas y dejó el grupo. Fue reemplazado brevemente por el ex vocalista de Militia Matt Ulrickson, pero la banda no estaba satisfecha con los resultados y lo despidió. El ahora limpiador Esquivel regresó a la banda, pero esto provocó el retraso de la grabación del disco.
El tercer lanzamiento de Defiance, Beyond Recognition, finalmente se lanzó en 1992.  Alejándose de los elementos originales del thrash de la banda, la banda exploró canciones extremadamente técnicas con compases extraños y estructuras de canciones extravagantes, incluso experimentando con elementos de jazz fusión, pero permaneciendo fieles a la fórmula del thrash metal. Esto, junto con la producción muy mejorada, hizo que muchos fanáticos lo consideraran el mejor trabajo de Defiance. Fue, con diferencia, el álbum más aclamado por la crítica de la banda, pero debido a la falta de apoyo de Roadracer y a una atmósfera musical cambiante, sufrió en las ventas, especialmente en Estados Unidos (aunque las ventas en Europa y Japón seguían siendo sustanciales). La dirección personal del artista, Defiance, durante el período que incluye los álbumes Void Terra Firma y Beyond Recognition, fue Greg Burnham de FTC Entertainment Group.
Por esta época, Roadracer aparentemente comenzó a tratar mal a la banda. A la banda se le negó una gira por Europa con Sepultura, donde la banda todavía tenía una audiencia importante. Jim Adams y Matt Vander Ende dejaron la banda después de que al sencillo tentativo del álbum, "Inside Looking Out" (con la voz invitada de David White de Heathen ), se le negara el lanzamiento del sencillo o video. Fueron reemplazados por Brian Wenzel y Mike Bennet respectivamente. Matt Vander Ende se unió brevemente a Laaz Rocket y más tarde, en 2004, se mudó a la ciudad de Nueva York para convertirse en el baterista del espectáculo de Broadway Wicked . Jim Adams regresó a la banda poco después de su partida y Mike Bennet fue reemplazado por Tyson Leeper. La banda hizo una breve gira por Estados Unidos, y Leeper se fue y fue reemplazado por Paul Palmer en el proceso.

### Integrantes rotativos, ruptura y secuelas (1993-2004)
En 1993, Esquivel dejó la banda y fue reemplazado por el nuevo vocalista David White. A finales de 1993, con White y Palmer en la formación, Defiance escribió y grabó material nuevo que incluía "Safe" (Kaufmann, Harrington, White), "Don't Play God" (Harrington, Palmer, White) y "Wasting Creation". (Harrington, White, Adams, Palmer), canciones que fueron grabadas y masterizadas con esta formación en 1994 por el productor/ingeniero Rob Beaton (álbum Beyond Recognition ). Siguieron varias actuaciones secundarias, incluida una aparición cotitular en un gran festival en Santa Bárbara (primavera de 1994). Aunque tocó la batería durante el espectáculo, Palmer experimentó una grave lesión en el tobillo cuando se acercaba al escenario inmediatamente antes. Debido a una cirugía, estuvo incapacitado durante varios meses y finalmente retiró al baterista de la banda. Alrededor de 1995, Defiance se disolvió. White, Harrington, Adams y Kaufmann y el nuevo baterista crearon la banda de groove metal Inner Threshold, que luego evolucionó a Under. Mientras tanto, Esquivel logró un éxito considerable a finales de los años 1990 con el grupo de groove metal Skinlab, que lanzó tres álbumes antes de separarse en 2003, aunque se han reunido ocasionalmente desde 2007.

### Reunión y segunda ruptura (2005-2012)
En 2005, después de más de una década desde su disolución, Defiance se reunió con Esquivel, Harrington, Adams y Kaufmann junto con el nuevo baterista James Raymond. Esta encarnación de la banda comenzó a trabajar en nuevo material, ahora firmado con Metal Mind Productions . Metal Mind reeditó los primeros tres LP de la banda a través de la caja Insomnia en 2006. James Raymond dejó la banda y fue reemplazado por el ex baterista de Vio-lence, Mark Hernandez.
En noviembre de 2006, la tragedia golpeó a Defiance cuando el guitarrista Doug Harrington murió de cáncer, contra el que había estado luchando en secreto durante años. Sin embargo, la banda continuó trabajando en el nuevo lanzamiento en su honor y el nuevo álbum presenta trabajos de guitarra grabados por Harrington pocos días antes de su fallecimiento. Se dice que es fiel a las raíces thrash de la banda, pero con toques progresivos similares a su tercer trabajo Beyond Recognition. Se publicó una nueva canción titulada "The Voice" en la página de Myspace de la banda. La formación estaba formada por Esquivel a la voz, Adams a la guitarra, Kaufmann al bajo y Hernández a la batería.
A finales de 2008, Defiance anunció en su página de Myspace y en su sitio web que había firmado con Candlelight Records para lanzar su nuevo álbum. A mediados de 2009, se completó la grabación del álbum (titulado The Prophecy ) y se le dio como fecha de lanzamiento el 19 de octubre de 2009.
Tras el lanzamiento, Esquivel una vez más abandonó la banda, alegando que sólo tenía la intención de grabar algo de material con Defiance porque eso era lo que Doug Harrington había querido que hiciera antes de morir. La banda ahora tiene un nuevo cantante, Keven Albert, y un nuevo guitarrista, Shawn Bozarth.
Después de probar diferentes bateristas para la nueva formación, Defiance reclutó a Burton Ortega, exmiembro de KAOS, para apoyar el nuevo álbum The Prophecy .

### Segunda reunión (2019-presente)
El 26 de septiembre de 2019, Defiance anunció en su página de Facebook que se reunirían para una aparición en abril de 2020 en el festival Blades of Steel Metal en Milwaukee.
Coincidiendo con la reunión, Vic Records lanzó una compilación de dos discos, Checkmate: The Demo Collection, 27 de noviembre de 2020; Contiene las demos de Defiance entre 1986 y 1994 en su totalidad. La banda también tiene un nuevo álbum en proceso.

## Alineación

### Integrantes en la actualidad
- Steev Esquivel - voz (1989-1993, 2005-2009, 2019-presente)
- Jim Adams - guitarras (1986-1995, 2005-2012, 2019-presente)
- Billy Garoutte - guitarras (2019-presente)
- Mike Kaufmann - bajo (1985-1995, 2005-2012, 2019-presente)
- Matt Vander Ende - batería (1985-1993, 2019-presente)

### Integrantes anteriores
Voz
- Mitch Mayes (1985-1988)
- Ken Elkington (1988-1989)
- David Blanco (1993-1995)
- Keven Gorski (2010-2012)

Guitarras
- Brad Bowers (1985-1986)
- Doug Harrington (1985–1995, 2005–2006; murió en 2006)
- Shawn Bozarth (2010-2012)

Batería
- Paul Palmer (1993-1995)
- James Raymond (2005-2006)
- Marcos Hernández (2006-2009)
- Burton Ortega (2010-2012)

## Discografía

### Álbumes de estudio
- Producto de la sociedad (1989)
- Tierra firme del vacío (1990)
- Más allá del reconocimiento (1992)
- La profecía (2009)

### Demos
- Demostración 1987 (1987)
- Hipotermia (1988)
- Desperdiciando la creación (1994)

### Álbumes recopilatorios
- Insomnio (2006)
- Jaque mate: la colección de demostración (2020)